# Liste der Naturdenkmale im Amt Gnoien
Die Liste der Naturdenkmale im Amt Gnoien nennt die Naturdenkmale im Amt Gnoien im Landkreis Rostock in Mecklenburg-Vorpommern.

## Altkalen
| Bild | Nr.          | Bezeichnung                                                 | Standort                                                | Beschreibung    | Schutzzweck | Verordnung |
| ---- | ------------ | ----------------------------------------------------------- | ------------------------------------------------------- | --------------- | ----------- | --- |
| BW   |              | 1 von 2 Eichen                                              | Kleverhof (53° 53′ 5,2″ N, 12° 44′ 8,7″ O)              |                 |             | Beschluss vom RdK Teterow Nr VII-3-5/65, 08.04.1965                                                                            |
| BW   |              | 1 von 2 Eichen                                              | Kleverhof Dorfstraße 36 (53° 52′ 57″ N, 12° 44′ 4,7″ O) |                 |             | Beschluss vom RdK Teterow Nr VII-3-5/65, 08.04.1965                                                                            |
| BW   |              | Kastanienallee Rey                                          | Rey (53° 53′ 5,6″ N, 12° 43′ 4″ O)                      |                 |             | Beschluss vom RdK Teterow Nr VII-3-5/65, 08.04.1965                                                                            |
| BW   | fnd_gue_095  | Eichenkoppel Küsserow                                       | (53° 52′ 2″ N, 12° 41′ 51,4″ O)                         |                 |             | Beschluss des Rates des Kreises Teterow Nr. 0019 vom 20.01.1988 über die Erklärung wertvoller Biotope zu Flächennaturdenkmalen |
| BW   | fnd_gue_113  | Kämmericher Senke                                           | (53° 52′ 16,9″ N, 12° 45′ 46,4″ O)                      | Fläche 8,00 ha. |             | Beschluss des Rates des Kreises Teterow Nr. 0019 vom 20.01.1988 über die Erklärung wertvoller Biotope zu Flächennaturdenkmalen |
| BW   | fnd_gue_114  | Rosengarten nordöstlich Sarmstorf                           | (53° 52′ 5,3″ N, 12° 44′ 38,1″ O)                       | Fläche 3,00 ha. |             | Beschluss des Rates des Kreises Teterow Nr. 0019 vom 20.01.1988 über die Erklärung wertvoller Biotope zu Flächennaturdenkmalen |
| BW   | fnd_gue_132a | Fünf wasserführende Hohlformen in den Altkalener Viehweiden | (53° 53′ 42,9″ N, 12° 43′ 15″ O)                        | Fläche 0,50 ha  |             | Beschluss des Rates des Kreises Teterow Nr. 0019 vom 20.01.1988 über die Erklärung wertvoller Biotope zu Flächennaturdenkmalen |
| BW   | fnd_gue_132b | Fünf wasserführende Hohlformen in den Altkalener Viehweiden | (53° 53′ 45,4″ N, 12° 43′ 28,2″ O)                      |                 |             | Beschluss des Rates des Kreises Teterow Nr. 0019 vom 20.01.1988 über die Erklärung wertvoller Biotope zu Flächennaturdenkmalen |
| BW   | fnd_gue_132c | Fünf wasserführende Hohlformen in den Altkalener Viehweiden | (53° 53′ 37,2″ N, 12° 43′ 23,4″ O)                      |                 |             | Beschluss des Rates des Kreises Teterow Nr. 0019 vom 20.01.1988 über die Erklärung wertvoller Biotope zu Flächennaturdenkmalen |
| BW   | fnd_gue_132d | Fünf wasserführende Hohlformen in den Altkalener Viehweiden | (53° 53′ 42,1″ N, 12° 43′ 24,3″ O)                      |                 |             | Beschluss des Rates des Kreises Teterow Nr. 0019 vom 20.01.1988 über die Erklärung wertvoller Biotope zu Flächennaturdenkmalen |
| BW   | fnd_gue_132e | Fünf wasserführende Hohlformen in den Altkalener Viehweiden | (53° 53′ 40″ N, 12° 43′ 56,3″ O)                        |                 |             | Beschluss des Rates des Kreises Teterow Nr. 0019 vom 20.01.1988 über die Erklärung wertvoller Biotope zu Flächennaturdenkmalen |

## Behren-Lübchin
| Bild | Nr.          | Bezeichnung                                       | Standort                                                 | Beschreibung         | Schutzzweck | Verordnung |
| ---- | ------------ | ------------------------------------------------- | -------------------------------------------------------- | -------------------- | ----------- | --- |
| BW   |              | Runenstein Bäbelitz                               | Bäbelitz (54° 0′ 29,5″ N, 12° 41′ 14,5″ O)               |                      |             | Beschluss vom meckl. Landrat des Kreises Malchin, 22.03.1938                                                                   |
| BW   |              | Grenzhecke                                        | Bobbin-Klein Methling (53° 58′ 26,6″ N, 12° 47′ 55,1″ O) |                      |             | Beschluss vom RdK Teterow Nr 0630, 25.10.1979                                                                                  |
| BW   | fnd_gue_127  | Waldfeuchtgebiet Revier Dalwitz Abt. 3432         | (53° 59′ 8″ N, 12° 38′ 54,6″ O)                          | Fläche 1,00 ha       |             | Beschluss des Rates des Kreises Teterow Nr. 0019 vom 20.01.1988 über die Erklärung wertvoller Biotope zu Flächennaturdenkmalen |
| BW   | fnd_gue_129a | Waldfeuchtgebiet Revier Fürstenhof Abt. 3332/3333 | (54° 0′ 22″ N, 12° 47′ 23,5″ O)                          | Fläche 60,00 ha. NSG |             | Beschluss des Rates des Kreises Teterow Nr. 0019 vom 20.01.1988 über die Erklärung wertvoller Biotope zu Flächennaturdenkmalen |
| BW   | fnd_gue_129b | Waldfeuchtgebiet Revier Fürstenhof Abt. 3332/3333 | (54° 0′ 12,2″ N, 12° 47′ 54,7″ O)                        | NSG                  |             | Beschluss des Rates des Kreises Teterow Nr. 0019 vom 20.01.1988 über die Erklärung wertvoller Biotope zu Flächennaturdenkmalen |
| BW   | fnd_gue_130  | Waldfeuchtgebiet Revier Fürstenhof Abt. 3336 a1   | (54° 0′ 58,4″ N, 12° 45′ 31,7″ O)                        | Fläche 8,00 ha. NSG  |             | Beschluss des Rates des Kreises Teterow Nr. 0019 vom 20.01.1988 über die Erklärung wertvoller Biotope zu Flächennaturdenkmalen |
| BW   | fnd_gue_159  | Trebeltalhangwald 1                               | (54° 0′ 41,1″ N, 12° 45′ 24″ O)                          | Fläche 5,00 ha. NSG  |             | Beschluss des Rates des Kreises Teterow Nr. 0015 vom 04.04.1990 über die Erklärung wertvoller Biotope zu Flächennaturdenkmalen |
| BW   | fnd_gue_160  | Trebeltalhangwald 2                               | (54° 0′ 53,6″ N, 12° 45′ 9,3″ O)                         | Fläche 5,00 ha. NSG  |             | Beschluss des Rates des Kreises Teterow Nr. 0015 vom 04.04.1990 über die Erklärung wertvoller Biotope zu Flächennaturdenkmalen |
| BW   | fnd_gue_161  | Trebeltalhangwald 3                               | (54° 1′ 49,9″ N, 12° 44′ 39,2″ O)                        | Fläche 5,00 ha. NSG  |             | Beschluss des Rates des Kreises Teterow Nr. 0015 vom 04.04.1990 über die Erklärung wertvoller Biotope zu Flächennaturdenkmalen |
| BW   | fnd_gue_171  | Südlicher Oszug Viecheln                          | (54° 0′ 38,2″ N, 12° 40′ 33,6″ O)                        | Fläche 5,00 ha. NSG  |             | Beschluss des Rates des Kreises Teterow Nr. 0015 vom 04.04.1990 über die Erklärung wertvoller Biotope zu Flächennaturdenkmalen |
| BW   | fnd_gue_172  | Nördlicher Oszug Viecheln                         | (54° 0′ 52,5″ N, 12° 40′ 33,6″ O)                        | Fläche 3,00 ha. NSG  |             | Beschluss des Rates des Kreises Teterow Nr. 0015 vom 04.04.1990 über die Erklärung wertvoller Biotope zu Flächennaturdenkmalen |

## Finkenthal
| Bild | Nr.         | Bezeichnung                                     | Standort                           | Beschreibung                        | Schutzzweck | Verordnung |
| ---- | ----------- | ----------------------------------------------- | ---------------------------------- | ----------------------------------- | ----------- | --- |
| BW   | fnd_gue_131 | Waldfeuchtgebiet Revier Finkenthal Abt. 3248 a2 | (53° 55′ 22,5″ N, 12° 44′ 28,8″ O) | Fläche 8,00 ha. NSG Dammer Postmoor |             | Beschluss des Rates des Kreises Teterow Nr. 0019 vom 20.01.1988 über die Erklärung wertvoller Biotope zu Flächennaturdenkmalen |

## Gnoien
| Bild | Nr.         | Bezeichnung                                                   | Standort                           | Beschreibung     | Schutzzweck | Verordnung |
| ---- | ----------- | ------------------------------------------------------------- | ---------------------------------- | ---------------- | ----------- | --- |
| BW   | fnd_gue_049 | Teufelsberge nordöstlich Gnoien                               | (53° 58′ 35,7″ N, 12° 44′ 34,7″ O) |                  |             | Beschluss des Rates des Kreises Teterow Nr. VII-3-5/65 über die Erklärung von Einzelgebilden der Natur zu Naturdenkmälern      |
| BW   | fnd_gue_051 | Soll mit Os, westlicher Teil des Langen Berges                | (53° 57′ 45,8″ N, 12° 44′ 20,2″ O) |                  |             | Beschluss des Rates des Kreises Teterow Nr. VII-3-5/65 über die Erklärung von Einzelgebilden der Natur zu Naturdenkmälern      |
| BW   | fnd_gue_105 | Os südlich Bobbin                                             | (53° 57′ 37,5″ N, 12° 45′ 53,3″ O) | Fläche 0,60 ha.  |             | Beschluss des Rates des Kreises Teterow Nr. 0019 vom 20.01.1988 über die Erklärung wertvoller Biotope zu Flächennaturdenkmalen |
| BW   | fnd_gue_110 | Wiese im Grenzbachtal an der Schafbrücke                      | (53° 58′ 53,3″ N, 12° 42′ 26,7″ O) | Fläche 1,00 ha   |             | Beschluss des Rates des Kreises Teterow Nr. 0019 vom 20.01.1988 über die Erklärung wertvoller Biotope zu Flächennaturdenkmalen |
| BW   | fnd_gue_112 | Gnoiener Stadtwiese im Grenzbachtal                           | (53° 57′ 58,7″ N, 12° 42′ 24,6″ O) | Fläche 1,80 ha   |             | Beschluss des Rates des Kreises Teterow Nr. 0019 vom 20.01.1988 über die Erklärung wertvoller Biotope zu Flächennaturdenkmalen |
| BW   | fnd_gue_128 | Waldfeuchtgebiet Revier Dalwitz Abt. 3441                     | (53° 58′ 49,9″ N, 12° 40′ 26,5″ O) | Fläche 8,50 ha   |             | Beschluss des Rates des Kreises Teterow Nr. 0019 vom 20.01.1988 über die Erklärung wertvoller Biotope zu Flächennaturdenkmalen |
| BW   | fnd_gue_133 | Wiesensoll in den Viehweiden südlich Gnoien                   | (53° 57′ 47,6″ N, 12° 42′ 16,2″ O) | Fläche 0,50 ha   |             | Beschluss des Rates des Kreises Teterow Nr. 0019 vom 20.01.1988 über die Erklärung wertvoller Biotope zu Flächennaturdenkmalen |
| BW   | fnd_gue_134 | Baumbestand mit 28 Einzelbäumen in der Nachtkoppel bei Gnoien | (53° 59′ 40,9″ N, 12° 41′ 20″ O)   | Fläche 28,00 ha. |             | Beschluss des Rates des Kreises Teterow Nr. 0019 vom 20.01.1988 über die Erklärung wertvoller Biotope zu Flächennaturdenkmalen |

## Walkendorf
| Bild | Nr.         | Bezeichnung                               | Standort                                              | Beschreibung                                                    | Schutzzweck | Verordnung |
| ---- | ----------- | ----------------------------------------- | ----------------------------------------------------- | --------------------------------------------------------------- | ----------- | --- |
| BW   |             | 1 von ursprünglich 2 Eichen               | Dalwitz L232 (53° 56′ 15,4″ N, 12° 32′ 23,2″ O)       |                                                                 |             | Beschluss vom RdK Teterow Nr 0630, 25.10.1979                                                                                  |
| BW   |             | Friedhofslinde                            | Walkendorf (53° 57′ 12,1″ N, 12° 32′ 58,2″ O)         |                                                                 |             | Beschluss vom RdK Teterow Nr 0630, 25.10.1979                                                                                  |
| BW   | fnd_gue_125 | Waldfeuchtgebiet Revier Dalwitz Abt. 3419 | Dalwitz und Grieve (53° 56′ 35,4″ N, 12° 30′ 28,3″ O) | Fläche 1,00 ha. NSG Griever Holz, auch in Prebberede, OT Grieve |             | Beschluss des Rates des Kreises Teterow Nr. 0019 vom 20.01.1988 über die Erklärung wertvoller Biotope zu Flächennaturdenkmalen |
| BW   | fnd_gue_126 | Waldfeuchtgebiet Revier Dalwitz Abt. 3422 | (53° 58′ 23,7″ N, 12° 31′ 59,9″ O)                    | Fläche 6,50 ha                                                  |             | Beschluss des Rates des Kreises Teterow Nr. 0019 vom 20.01.1988 über die Erklärung wertvoller Biotope zu Flächennaturdenkmalen |